# Phoenix (revista literária)
Phoenix (Феникс) foi uma revista samizdat publicada na URSS em 1961 e 1966 por Yuri Galanskov, consistindo essencialmente em antologia de textos - literários, políticos e religiosos - discordantes da linha soviética oficial. Apenas dois números foram publicados (Phoenix-61 e Phoenix-66), tendo os seus editores sido detidos em janeiro de 1967 e condenados a penas de prisão. Galanskov viria a morrer no gulag em 1972.

## Phoenix-61
A primeira edição da Phoenix foi em 1961, na sequência da chamada "Majakovka" - reuniões de jovens poetas e escritores não-conformistas junto à estátua de Maiakovsky que haviam ocorrido nesse ano. Galanskov, participante dessas reuniões, datilografou editou a revista como uma antologia de textos literários e poéticos não censurados, nomeadamente de autores da nova geração como Anatolij Ščukin, Apollon Šuchta, Vladimir Višnjakov, Natalya Gorbanevskaja e o próprio Galanskov (que publicou o seu poema "Manifesto Humano"). Também dois textos de Boris Pasternak (um poema e um extrato da sua autobiografia) foram incluídos.
Em virtude da repressão governamental contra os seus autores, e também pela seu tamanho (cerca de 200 páginas), a Phoenix pouca divulgação teve e logo desapareceu de circulação na URSS, tendo  em 1962 sido republicada integralmente no ocidente pela "Grani", uma revista da comunidade exilada.

## Phoenix-66
Em junho de 1966, Galanskov voltou a publicar um volume da Phoenix, em reacção ao julgamento, em fevereiro desse ano, dos escritores dissidentes Andrei Sinyavsky e Yuli Daniel.  Ao contrário da publicação anterior, esta consistia mais em textos políticos ou filosóficos em vez de poéticos ou literários, como "O que é o realismo socialista?", de Sinyavsky (artigo que havia sido considerado judicialmente como "antisoviético"), "A via russa para o socialismo e os seus resultados", uma recolha de textos póstumos do economista Eugene Varga, defendendo a liberalização do regime, "Carta aberta a Mikhail Sholokhov" (criticando o escritor quem em 65 havia recebido o Nobel) e "Problemas organizativos do movimento pelo desarmamento total e geral e pela paz no mundo" (ambos de Galanskov) - o artigo inicial declarava que grande parte do conteúdo da Phoenix-66 seria considerado indesejável pelo estado soviético.

### A repressão
Os editores de Phoenix-66 foram detidos a 17 e 19 de janeiro de 1967. Em 1967-68 Galanskov, Alexander Ginzburg,  Alexander Dobrovolsky e Vera Lashkova foram julgados por terem editado e distribuído (e datilografado, no caso de Laskhova) Phoenix-66 e também o Livro Branco, um documento sobre o processo contra Sinyavsky e Daniel. No que veio a ficar conhecido como o Julgamento dos Quatro, Ginzburg foi condenado a 5 anos de prisão e Galanskov a 7 (Galanskov viria a morrer na prisão).